# Slim Dusty

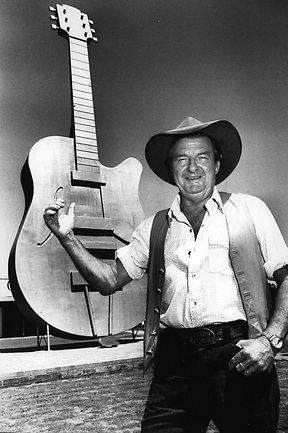
Slim Dusty (1988)

Slim Dusty AO (* 13. Juni 1927 als David Gordon Kirkpatrick in Kempsey, New South Wales; † 19. September 2003 in Sydney) war ein australischer Country-Sänger und -Songwriter.

## Leben und Karriere
Kirkpatrick wurde 1927 in Kempsey geboren und nahm 1938 den Künstlernamen Slim Dusty an. Mit 18 Jahren schrieb Dusty den Klassiker When the Rain Tumbles Down in July. 1951 heiratete Slim Dusty die Country-Musikerin Joy McKean, die zahlreiche seiner erfolgreichsten Songs schrieb, z. B. Lights on the Hill. Berühmt wurde er 1957 mit dem Hit A Pub with No Beer, der die erste australische Gold-Single wurde und die in Großbritannien auf Platz 3 der Singlecharts kam. 1960 wurde die deutschsprachige Version Ich steh an der Bar und ich habe kein Geld von Bobbejaan in Europa ein Erfolg. 1988 war er unter den ersten Künstlern, die in die neu gegründete ARIA Hall of Fame aufgenommen wurden.
Slim Dusty wurde über die Grenzen Australiens hinaus durch seinen Auftritt bei der Abschlusszeremonie der Olympischen Spiele in Sydney (2000) bekannt, bei der er Waltzing Matilda sang.
In Anerkennung seiner Verdienste für die australische Countrymusik und für die Unterhaltungsindustrie als Komponist und Interpret wurde Slim Dusty 1998 mit dem Titel Officer of the Order of Australia ausgezeichnet.
Als Slim Dusty starb, arbeitete er an seinem 106. Album. Es erschien bei EMI Records unter dem Titel Columbia Lane - the Last Sessions und wurde bereits zwei Wochen nach Veröffentlichung ein Goldalbum.
Dustys Tochter Anne Kirkpatrick, die 1952 geboren wurde, ist ebenfalls eine mit vielen Auszeichnungen prämierte Country-Sängerin.

## Diskografie (Auswahl)

### Alben
| Jahr | Titel                                      | Höchstplatzierung, Gesamtwochen, AuszeichnungChartsChartplatzierungen (Jahr, Titel, Platzierungen, Wochen, Auszeichnungen, Anmerkungen) | Anmerkungen                                              |
| Jahr | Titel                                      | AU | Anmerkungen                                              |
| ---- | ------------------------------------------ | --- | -------------------------------------------------------- |
| 1996 | 91 over 50                                 | AU46 Gold · (1 Wo.)AU |                                                          |
| 1997 | A Time to Remember                         | AU18 (4 Wo.)AU |                                                          |
| 1997 | Makin’ a Mile                              | AU34 Gold · (4 Wo.)AU |                                                          |
| 1998 | The Very Best of Slim Dusty                | AU15 ×5Fünffachplatin · (26 Wo.)AU |                                                          |
| 1999 | 99                                         | AU50 (1 Wo.)AU |                                                          |
| 2000 | Looking Forward Looking Back               | AU3 ×2Doppelplatin · (20 Wo.)AU | Erstveröffentlichung: 12. Juli 2000                      |
| 2002 | Travellin’ Still … Always Will             | AU35 Gold · (4 Wo.)AU | Erstveröffentlichung: 17. März 2002 mit Anne Kirkpatrick |
| 2004 | Columbia Lane - The Last Sessions          | AU5 Gold · (9 Wo.)AU |                                                          |
| 2006 | Live                                       | AU42 (2 Wo.)AU | Erstveröffentlichung: März 2006                          |
| 2007 | Pubs, Trucks & Plains                      | AU20 Gold · (8 Wo.)AU | Erstveröffentlichung: 26. März 2017                      |
| 2009 | Sittin’ on 80: 80 Aussie Truckin’ Classics | AU20 (7 Wo.)AU |                                                          |
| 2015 | The Den Tapes                              | AU27 (2 Wo.)AU | Erstveröffentlichung: 15. November 2015                  |
| 2016 | Prime Movers                               | AU43 (1 Wo.)AU | Erstveröffentlichung: 15. Juli 2016                      |
| 2020 | Slim & I                                   | AU8 (2 Wo.)AU | Erstveröffentlichung: 10. September 2020                 |
| 2021 | Gone Fishin’                               | AU11 (3 Wo.)AU | Erstveröffentlichung: 20. August 2021                    |

Weitere Alben
- 1979: Walk a Country Mile (AU: Gold)
- 1984: Trucks On The Track (AU: Gold)
- 1984: The Best of Slim Dusty (AU: Gold)
- 1988: G’Day, G’Day! (AU: Gold)
- 1988: Heritage Album (AU: Platin)
- 1990: Henry Lawson & Banjo Patterson (AU: Gold)
- 1993: Live At Wagga Wagga (AU: Gold)
- 1995: I’ll Take Mine Country Style (AU: Gold)
- 1996: Country Classics (AU: Gold)
- 1996: Essentially Australian (AU: Gold)
- 2001: A Piece of Australia (AU: Platin)

### Singles
| Jahr | Titel Album          | Höchstplatzierung, Gesamtwochen, AuszeichnungChartplatzierungen (Jahr, Titel, Album, Platzierungen, Wochen, Auszeichnungen, Anmerkungen) | Höchstplatzierung, Gesamtwochen, AuszeichnungChartplatzierungen (Jahr, Titel, Album, Platzierungen, Wochen, Auszeichnungen, Anmerkungen) | Anmerkungen |
| Jahr | Titel Album          | AU | UK | Anmerkungen |
| ---- | -------------------- | --- | --- | ----------- |
| 1959 | A Pub with No Beer – | — | UK3 (15 Wo.)UK |             |
| 1988 | G’Day, G’Day!        | AU37 Gold · (6 Wo.)AU | — |             |

Weitere Singles
- 1957: A Pub with No Beer (AU: Platin)
- 1960: Waltzing Matilda (AU: Gold)
- 1973: Lights On The Hill (AU: Platin)
- 1980: Duncan (AU: Platin)
- 1989: Leave Him In The Long Yard (AU: Gold)